# Rijeka Piperska
Rijeka Piperska (cyr. Ријека Пиперска) – wieś w Czarnogórze, w gminie Podgorica. W 2011 roku liczyła 98 mieszkańców.